# 猪原大華
猪原 大華（いのはら たいか、1897年（明治30年）2月17日 - 1980年（昭和55年）2月5日）は日本画家。広島県深安郡（現・福山市）出身。本名は寿（ひさし）。花鳥草木を得意とした。
自然観照に基づいた穏健な画風と枯淡な色彩で知られており、写実を越えた現代花鳥画の方向性を導く物として期待され、装飾的画題を荒いタッチで処理した独特の画風を展開した。

## 略歴
1897年（明治30年）2月17日、広島県深安郡八尋村（現・福山市）にて地主農家の生家に生まれる。
1915年、18歳のとき画家を志し広陵中学校（現・私立広陵高校）を中退。伯父を頼って大阪に出た折に金島桂華を知る。1918年京都市立絵画専門学校別科（現・京都市立芸術大学）入学。在学中の1921年、第3回帝展（帝国美術博覧会、現日展）にて初入選。1923年卒業し同校研究科へ進むも、1929年退学、同年同校嘱託教員となる。絵は初め土田麦僊に学び、1930年3月、福田平八郎・山口華陽と共に1カ月間中国へ旅行し研究に努めている。同年8月、京都市立美術工芸学校工芸科（現・京都市立銅駝美術工芸高等学校）嘱託教員として転勤。
1936年6月10日の麦僊死去により翌1937年西村五雲の西村五雲晨鳥社へ入塾。1937年京都市立美術工芸学校工芸科正教諭。1938年9月5日、五雲が没し晨鳥社が閉校すると、五雲塾員らで新たに晨鳥社を結成し後進の指導にあたった。1950年、京都市立美術工芸学校工芸科を依願退職。
教職に就いた後も継続して作品出品を続けており、1942年第8回京都市展で緑賞、1950年第1回全関西総合展にて佳作賞、1952年京展紅賞を経て1954年第10回日展および1958年第1回新日展にて日展特選・白寿賞を受賞、1964年紺綬褒章受章、1972年第4回改組日展にて「浄池」が総理大臣賞、1973年第5回改組日展の出品作品「清明」が翌1974年日本芸術院賞・恩賜賞受賞、同年勲三等瑞宝章受章、同年日展参与。1975年京都市文化功労者、1976年京都府美術工芸功労者。
1979年2月16日、広島県深安郡神辺町より名誉市民の称号を贈られた。現在は福山市名誉市民。
1980年（昭和55年）2月5日、胃がんにより京都府京都市中京区の病院にて死去。82歳没。

## 作品
太字は受賞。
|     | 出品年 | 出品展覧会               | 作品名               | 備考                 |
| --- | ------ | ------------------------ | -------------------- | -------------------- |
| 1.  | 1921年 | 第3回帝展                | 「郡鶏」             |                      |
| 2.  | 1922年 | 第4回帝展                | 「七面鳥」           |                      |
| 3.  | 1925年 | 第5回国画創作協会展      | 「干鰈」             |                      |
| 4.  | 1926年 | 第6回国画創作協会展      | 「果樹」             |                      |
| 5.  | 1927年 | 第8回帝展                | 「若桐」             |                      |
| 6.  | 1928年 | 第9回帝展                | 「残る夏」           |                      |
| 7.  | 1930年 | 第11回帝展               | 「桃」               |                      |
| 8.  | 1931年 | 第12回帝展               | 「牡丹花」           |                      |
| 9.  | 1932年 | 第13回帝展               | 「春苑」             |                      |
| 10. | 1933年 | 第14回帝展               | 「秋初むる小鳥」     |                      |
| 11. | 同年   | 京都市美術館記念展       | 「鉄剪花」           |                      |
| 12. | 1934年 | 第15回帝展               | 「水禽図」           |                      |
| 13. | 同年   | 第1回京都市展            | ｢後庭浅春｣           | 緑賞                 |
| 14. | 1936年 | 文展鑑査展               | 「秋趣」             |                      |
| 15. | 1938年 | 第2回新文展              | 「閑日（農具と鶏）」 |                      |
| 16. | 1940年 | 2600年大毎展             | 「棕梠」             |                      |
| 17. | 同年秋 | 紀元2600年奉祝美術展覧会 | 「首夏」             |                      |
| 18. | 同年   | 第6回京都市展            | 「鶏頭」             |                      |
| 19. | 1941年 | 第7回京都市展            | 「椿」               |                      |
| 20. | 1942年 | 第8回京都市展            | ｢鶏｣                 | 緑賞                 |
| 21. | 1943年 | 第6回新文展              | 「鶏舎」             |                      |
| 22. | 1946年 | 第2回日展                | 「鶏」               |                      |
| 23. | 1947年 | 第3回日展                | 「牡丹」             |                      |
| 24. | 1948年 | 第4回日展                | 「蓮池」             |                      |
| 25. | 1950年 | 第1回全関西総合展        | ｢静物｣               | 佳作賞               |
| 26. | 1951年 | 第7回日展                | 「河骨の咲く池」     |                      |
| 27. | 1952年 | 第8回日展                | 「池と材木」         |                      |
| 28. | 同年   | 京展                     | ｢池畔｣               | 紅賞                 |
| 29. | 1953年 | 第9回日展                | 「樹間」             |                      |
| 30. | 1954年 | 第10回日展               | ｢池｣                 | 特選、白寿賞         |
| 31. | 1955年 | 第11回日展               | ｢池｣                 | 無鑑査               |
| 32. | 1956年 | 第12回日展               | 「月」               |                      |
| 33. | 1957年 | 第13回日展               | ｢梅｣                 | 特選、白寿賞         |
| 34. | 1958年 | 第1回新日展              | ｢竹｣                 | 委嘱                 |
| 35. | 1959年 | 第2回新日展              | ｢篁｣                 | 審査員               |
| 36. | 1960年 | 第3回新日展              | ｢水｣                 | 会員                 |
| 37. | 1961年 | 第4回新日展              | 「池」               |                      |
| 38. | 1962年 | 第5回新日展              | 「樹」               |                      |
| 39. | 1963年 | 第6回新日展              | 「池」               |                      |
| 40. | 同年   | 東京朝日主催選抜秀作展   | 「樹」               | 招待出品             |
| 41. | 1964年 | 第7回新日展              | 「白梅」             |                      |
| 42. | 同年   | 第2回朝日秀作展          | 「水草の池」         | 招待出品             |
| 43. | 1965年 | 第8回新日展              | 「暖」               |                      |
| 44. | 1966年 | 第9回新日展              | ｢河骨｣               | 審査員               |
| 45. | 1967年 | 第10回新日展             | 「庭の椿」           |                      |
| 46. | 1968年 | 第11回新日展             | ｢梅花｣               | 評議員               |
| 47. | 1969年 | 第1回改組日展            | ｢黄葉｣               | 評議員               |
| 48. | 1970年 | 第2回改組日展            | ｢秋ﾉ陽｣              | 評議員               |
| 49. | 1971年 | 第3回改組日展            | ｢老梅｣               | 審査員、評議員       |
| 50. | 1972年 | 第4回改組日展            | ｢浄池｣               | 総理大臣賞、評議員   |
| 51. | 1973年 | 第5回改組日展            | ｢清明｣               | 芸術院恩賜賞、評議員 |
| 52. | 1974年 | 第6回改組日展            | ｢若松｣               | 参与                 |
| 53. | 1975年 | 第7回改組日展            | ｢松｣                 | 参与                 |
| 54. | 1976年 | 第8回改組日展            | ｢慈光｣               | 参与                 |
| 55. | 1977年 | 第9回改組日展            | ｢鯉｣                 | 参与                 |
| 56. | 1978年 | 第10回改組日展           | ｢悠泳｣               | 参与                 |